# Simaethulina castanea
Genre
Espèce
Synonymes
- Simaetha castanea Lessert, 1927

Simaethulina castanea, unique représentant du genre Simaethulina, est une espèce d'araignées aranéomorphes de la famille des Salticidae.

## Distribution
Cette espèce se rencontre au Congo-Kinshasa et au Mozambique.

## Description
Les mâles mesurent de 5 à 6,5 mm et les femelles de 5,5 à 6,5 mm.

## Systématique et taxinomie
Cette espèce a été décrite sous le protonyme Simaetha castanea par Lessert en 1927. Elle est placée dans le genre Simaethulina par Wesołowska en 2012.

## Publications originales
- Lessert, 1927 : « Araignées du Congo (Première partie). » Revue Suisse de Zoologie, vol. 34, p. 405-475 (texte intégral).
- Wesołowska, 2012 : « Redescriptions of some jumping spiders described by R. Lessert from Central Africa (Araneae: Salticidae). » Genus, vol. 23, no 2, p. 201-221 (texte intégral).